# Carl Valdemar Bramsnæs
Carl Valdemar Bramsnæs, född 12 juni 1879 och död 29 augusti 1965, var en dansk politiker och författare.
Bramsnæs ägnade sig vid sidan om sina studier åt typografyrket. Han blev 1914 Politices kandidat, samt 1921 lektor i socialpolitik vid Köpenhamns universitet. Bramsnæs, som tidigt anlöt sig till den socialdemokratiska fackföreningsrörelsen, blev 1918 medlem av Landstinget där han invalts i olika kommittéer och utskott. Han var 1924-26 finansminister och åter från april 1929.
Bramsnæs ägnade sig även åt ett populärvetenskapligt och politiskt författarskap.